# R-parità
La R-parità è un concetto di fisica delle particelle e di fisica teorica. Nell'estensione supersimmetrica del Modello Standard, il numero barionico e il numero leptonico non sono più conservati da parte di tutti gli accoppiamenti in una teoria rinormalizzabile. Dal momento che la conservazione del numero barionico e del numero leptonico sono stati testati con estrema precisione, questi accoppiamenti devono essere molto piccoli in modo da non essere in conflitto con i dati sperimentali. La R-parita è una simmetria del gruppo {\displaystyle Z_{2}}  che agisce nel Modello Standard supersimmetrico minimale (MSSM) e tale parità può essere definita come:
{\displaystyle R=(-1)^{2j+3B+L}}.
dove: j è lo spin, B è il numero barionico e L il numero leptonico. Ogni particella del Modello Standard ha R-parità uguale ad +1, mentre la R-parità del partner supersimmetrico ha R parità -1.

## Il B-L
Nella fisica delle alte energie, B-L (che si pronuncia "Bi meno elle") è la differenza tra il numero barionico e il numero leptonico. Questo numero quantico è il responsabile di una simmetria globale del gruppo U(1)  in alcuni modelli delle teorie del tutto. A differenza del numero barionico da solo o del solo numero leptonico, questa ipotetica simmetria non è interrotta da nessuna anomalia chirale o anomalia gravitazionale, pertanto questa simmetria è globale, e questo giustifica il motivo per cui questa simmetria è spesso invocata. Se esiste una simmetria B-L, deve essere rotta spontaneamente a dare una massa diversa da zero ai neutrini se si suppone la validità del meccanismo oscillante.
Le anomalie che rompono la conservazione del numero barionico e di conservazione del numero leptonico si cancellano automaticamente in modo tale che B-L viene conservato. Un esempio è il decadimento del protone in cui un protone (B = 1, L = 0) decade in un pione (B = 0, L = 0) e in un positrone (B = 0, L =- 1).

## Il decadimento del protone

Il decadimento del protone, finora mai osservato, viola la conservazione del numero barionico

In alcune estensioni del modello standard la conservazione del numero barionico non è richiesta. Eliminando questa legge di conservazione uno dei possibili effetti sarebbe il decadimento del protone in particelle più leggere in un processo che, quindi, è favorito dal punto di vista energetico:
{\displaystyle p\rightarrow \pi ^{0}+e^{+}}
L'osservazione di questo decadimento, anche se permesso, presenta comunque altre difficoltà: le stime del tempo di vita media del protone forniscono come risultato un limite minimo di 1033 anni. Un tale fenomeno si potrebbe, quindi, osservare, in un anno se si osservasse un campione composto da circa 1033 protoni.

## Supersimmetria
Nella fisica delle particelle, Infatti, in relazione ad una trasformazione di supersimmetria, ogni fermione ha un superpartner bosonico ed ogni bosone ha un superpartner fermionico. Le coppie sono state battezzate partner supersimmetrici, e le nuove particelle vengono chiamate appunto spartner, superpartner, o sparticelle. Più precisamente, il superpartner di una particella con spin {\displaystyle s} ha spin
Nella fisica delle particelle, Infatti, in relazione ad una trasformazione di supersimmetria, ogni fermione ha un superpartner bosonico ed ogni bosone ha un superpartner fermionico. Le coppie sono state battezzate partner supersimmetrici, e le nuove particelle vengono chiamate appunto spartner, superpartner, o sparticelle. Più precisamente, il superpartner di una particella con spin {\displaystyle s} ha spin
{\displaystyle s-{\frac {1}{2}}} .
Nessuna di esse è stata fino ad ora individuata sperimentalmente, ma si spera che il Large Hadron Collider del CERN di Ginevra possa assolvere a questo compito a partire dal 2010, dopo essere stato rimesso in funzione nel novembre 2009. Infatti per il momento ci sono esclusivamente prove indirette dell'esistenza della supersimmetria. Siccome i superpartners delle particelle del Modello Standard non sono ancora stati osservati, la supersimmetria, se esiste, deve necessariamente essere una simmetria rotta così da permettere che i superpartners possano essere più pesanti delle corrispondenti particelle presenti nel Modello Standard.
La carica associata (ossia il generatore) di una trasformazione di supersimmetria viene detta supercarica.
La teoria spiega alcuni problemi insoluti che affliggono il modello standard ma ne introduce altri. Essa è stata sviluppata negli anni '70 dal gruppo di ricercatori di Jonathan I. Segal presso il MIT; contemporaneamente Daniel Laufferty della “Tufts University” ed i fisici teorici sovietici Izrail' Moiseevič Gel'fand e Likhtman hanno teorizzato indipendentemente la supersimmetria. Sebbene nata nel contesto delle teorie delle stringhe, la struttura matematica della supersimmetria è stata successivamente applicata con successo ad altre aree della fisica, dalla meccanica quantistica alla statistica classica ed è ritenuta parte fondamentale di numerose teorie fisiche.
Nella teoria delle stringhe la supersimmetria ha come conseguenza che i modi di vibrazione delle stringhe che danno origine a fermioni e bosoni si presentano obbligatoriamente in coppie.

## Superspazio
Il concetto di "superspazio" ha avuto due significati in fisica. La parola è stata usata la prima volta da John Archibald Wheeler per descrivere la configurazione spaziale della relatività generale, per esempio, tale uso può essere visto nel suo famoso libro di testo del 1973 dal titolo Gravitation.
Il secondo significato si riferisce alle coordinate spaziali relative ad una teoria della supersimmetria.  In tale formulazione, insieme alle dimensioni spazio ordinario x, y, z, ...., (dello spazio di Minkowski) ci sono anche le dimensioni "anticommutanti" le cui coordinate sono etichettate con i numeri di Grassmann; ovvero assieme alle dimensioni dello spazio di Minkowski che corrispondono a gradi di libertà bosonici, ci sono le dimensioni anticommutanti relative ai gradi di libertà fermionici.

## Supercampo
In fisica teorica, un supercampo è un tensore che dipende dalle coordinate del superspazio.
In fisica teorica, si analizzano spesso teorie supersimmetriche con supercampi che hanno un ruolo molto importante. In quattro dimensioni, il più semplice esempio (vale a dire con un valore minimo di supersimmetria N = 1) di supercampo può essere scritto usando un superspazio con quattro dimensioni extra di coordinate fermioniche, {\displaystyle \theta ^{1},\theta ^{2},{\bar {\theta }}^{1},{\bar {\theta }}^{2}}, che si trasformano come gli spinori e gli spinori coniugati.
I supercampi sono stati introdotti da Abdus Salam e JA Strathdee nel loro articolo 1974 sulle  "trasformazioni di supergauge".

## Teoria di gauge supersimmetrica
In fisica teorica, si analizzano spesso teorie con supersimmetria che hanno anche al loro interno simmetrie di gauge. Quindi, è importante trovare una generalizzazione delle teorie di gauge includendo la supersimmetria.
In quattro dimensioni, la "supersimmetria minimale" (cioè con N = 1) può essere scritta utilizzando il concetto di superspazio. Il superspazio contiene le abituali coordinate dello spazio di Minkowski (le coordinate bosoniche), {\displaystyle x^{\mu }} con {\displaystyle \mu =0,\ldots ,3},  e le quattro coordinate extra fermioniche, {\displaystyle \theta ^{1},\theta ^{2},{\bar {\theta }}^{1},{\bar {\theta }}^{2}}, che si trasformano come le componenti di uno spinore di (Weyl) e del suo spinore coniugato.
Esistono alcuni tipi speciali di supercampi:
il cosiddetto supercampo chirale, che dipende soltanto dalle variabili {\displaystyle \theta }, ma non dalle loro coniugate (più precisamente,   {\displaystyle {\overline {D}}f=0});
il supercampo vettoriale che dipende da tutte le coordinate. Esso descrive un campo di gauge e il suo superpartner, cioè il campo associato ad un fermione di Weyl, che obbedisce ad una equazione di Dirac. Questo supercampo vettoriale è formato da diverse componenti:
{\displaystyle {\begin{matrix}V&=&C+i\theta \chi -i{\overline {\theta }}{\overline {\chi }}+{\frac {i}{2}}\theta ^{2}(M+iN)-{\frac {i}{2}}{\overline {\theta ^{2}}}(M-iN)-\theta \sigma ^{\mu }{\overline {\theta }}v_{\mu }\\&&+i\theta ^{2}{\overline {\theta }}\left({\overline {\lambda }}+{\frac {1}{2}}{\overline {\sigma }}^{\mu }\partial _{\mu }\chi \right)-i{\overline {\theta }}^{2}\theta \left(\lambda +{\frac {i}{2}}\sigma ^{\mu }\partial _{\mu }{\overline {\chi }}\right)+{\frac {1}{2}}\theta ^{2}{\overline {\theta }}^{2}\left(D+{\frac {1}{2}}\Box C\right)\end{matrix}}}.
dove {\displaystyle V}  è la supercampo vettore ed è reale ({\displaystyle {\overline {V}}=V}). I campi sul lato destro dell'equazione sono i campi che lo compongono.

### Alcune superparticelle
- Axino
- Bino
- Gaugino
- Gravifotone
- Graviscalare
- Higgsino
- Neutralino
- Smuone
- Spione (particella)